# The Maine
The Maine är ett amerikanskt alternative/rockband från Tempe i Arizona i USA som bildades år 2007. Bandet tog sitt namn från låten "The Coast of Maine" av Ivory som är en av The Maines största influenser. Bandet består av sångaren John O'Callaghan, gitarristerna Kennedy Brock och Jared Monaco, basisten Garrett Nickelsen och trummisen Pat Kirch.

## Historia
The Maine grundades i Tempe år 2007, medan de flesta medlemmarna fortfarande gick i High School. Sångaren John O'Callaghan fick förfrågan att gå med i bandet av hans bästa vän, som var trummisens bror. Efter ett tag hade The Maine fått ihop ett par fans genom MySpace och blev allt större efterhand som människor upptäckte dem. 
The Maine skrev kontrakt med skivbolaget Fearless Records och den 8 maj 2007 släppte  bandet en EP kallad Stay Up, Get Down. De släppte ännu en EP kallad The Way We Talk samma år. Efter att ha turnerat ett tag släppte de 2008 sitt debutalbum Can't Stop, Won't Stop, som producerades av producenten Matt Squire.
I december 2008 släppte de EP:n ...And A Happy New Year, som inkluderar en cover på Whams låt Last Christmas samt tre egna låtar. I juli 2009 släppte The Maine en deluxversion av sitt debutalbum Can't Stop, Won't Stop, med en medföljande digital dokumentär kallad In Person. I december år 2009 släppte The Maine även en bok, med titeln This Is Real Life, som innehåller memoarer av bandet samt exklusiva fotografier.
Den 3 maj 2010 släppte The Maine sin första singel "Inside Of You" från deras senaste album Black and White, släppt i juli 2010. Den 18 maj släppte de sin andra singel "Growing Up".

## Medlemmar
Nuvarande medlemmar
- John O'Callaghan – sång, piano (2007– )
- Kennedy Brock – rytmgitarr, bakgrundssång (2007– ), sologitarr (2007–2009, 2014– )
- Jared Monaco – sologitarr (2007– )
- Garrett Nickelsen – basgitarr (2007– )
- Patrick "Pat" Kirch – trummor (2007– )

Tidigare medlemmar
- Ryan Osterman – sologitarr (2007)
- Alex Ross – rytmgitarr (2007)

Turnerande medlem
- Adam Simons – keyboard, rytmgitarr, sologitarr, percussion (2018– )

## Diskografi

### Studioalbum
- Can't Stop, Wont' Stop (8 juli 2008)
- Can't Stop, Won't Stop Deluxe (2009)
- Black and White (13 juli 2010)
- Pioneer (2 december 2011)
- Forever Halloween (4 juni 2013)
- American Candy (31 mars 2015)
- Lovely, Little, Lonely (7 april 2017)
- You Are OK (29 mars 2019)

### EP
- Stay Up, Get Down (8 maj 2007)
- The Way We Talk (11 december 2007)
- ...And A Happy New Year (9 december 2008)
- This Is Real Life EP (7 december 2009)
- Daytrotter session-EP (7 september 2010)
- In Darkness & in Light (27 december 2010)
- Good Love – The Pioneer B-Sides (11 september 2012)
- Imaginary Numbers (10 december 2013)
- Covers (24 juni 2016)
- ... And To All A Good Night (15 december 2017)

### Musikvideor (urval)
- Everything I Ask For (13 november 2008)
- Into Your Arms (28 juli 2009)
- Inside Of You (20 juli 2010)